# David Luque
David Luque (n. Madrid, 19 de septiembre de 1972) es un actor español.

## Biografía
David Luque es el primer actor español que trabaja para la Royal Shakespeare Company. Inició su carrera profesional como actor bilingüe en diversas compañías inglesas. Más adelante, completa su formación con Mª Mar Navarro en la técnica de Jaques Lecoq y entra a formar parte del elenco estable del Teatro de La Abadía. En Nueva York, estudia con Lenard Petit y Joana Merlin en el Michael Chekhov Acting Studio y en la SITI Company con Anne Bogart. Completa su formación con estudios de clarinete y alemán.
Entre sus últimos trabajos destaca su interpretación del Príncipe Segismundo en La vida es sueño dirigido por Pablo Viar que recibe excelentes críticas  en su estreno en la 44 edición del Festival Internacional de Teatro Clásico de Almagro. También destacan Nekrasssov dirigido por Dan Jemmett y Der Fall Babel dirigido por Matthias Rebstock para el SWR Festspiele en Alemania,  The Swallow dirigido por Paula Paz para el Cervantes Theatre, con el que es nominado a los premios a Mejor Actor en el Off-West End de Londres, Enigma Pessoa dirigido por Pablo Viar, Esto no es la casa de Bernarda Alba dirigido por Carlota Ferrer y El público dirigido por Alex Rigola entre otros muchos. En el Teatro de la Abadía participa en numerosos montajes de la mano de José Luis Gómez, Hansgünther Heyme, Ana Vallés, Dan Jemmett y Hernán Gené. Con Sobre Horacios y Curiacios recibe el Premio Max al Mejor Espectáculo del Año 2004.
En cine ha trabajado entre otras películas en Adults in the Room dirigida por Costa Gavras, El Comensal de Ángeles González Sinde, Objetos de Jorge Dorado y La Influencia dirigida por Denis Rovira. Ha trabajado igualmente con directores de la talla de Milos Forman en Goya’s Ghost y Paul McGuigan en The Reckoning, Carlos Saura, Roberto Santiago y Juan Cavestany. 
En televisión destacan sus interpretaciones en Teresa dirigida por Jorge Dorado y en El Ministerio del tiempo a las órdenes de Marc Vigil. De nuevo a las órdenes de Jorge Dorado, participa en The Head para HBO y en Feria, La Luz Más Oscura para Netflix . Destacan otras participaciones en Antidisturbios dirigida por Rodrigo Sorogoyen y Vergüenza dirigida por Juan Cavestany y Álvaro Fernández Armero. También trabaja en Cuéntame como pasó, El síndrome de Ulises, Bandolera y Acacias 38 entre otras. 
En 2011 funda junto la directora de escena Fefa Noia la compañía Los Lunes con quien produce Wild Wild Wilde de José Ramón Fernández, Cuerdas de la mexicana Bárbara Colio, que es nominado a los Premios Max a Mejor Espectáculo, Ayuda de la holandesa Maria Goos y País de Fefa Noia. 
Es licenciado en Filología Inglesa por la Universidad Autónoma de Madrid y ha publicado como traductor para Alba Editorial Archivado el 1 de noviembre de 2020 en Wayback Machine. Diferente cada noche de Mike Alfreds, La preparación del director de Anne Bogart y Lecciones para el actor profesional de Mijaíl Chéjov.

## Filmografía

### Cine
| Año  | Película                          | Director               |
| ---- | --------------------------------- | ---------------------- |
| 2022 | Objetos                           | Jorge Dorado           |
| 2022 | El Comensal                       | Ángeles González-Sinde |
| 2019 | Adults in the Room                | Costa-Gavras           |
| 2019 | La influencia                     | Denis Rovira           |
| 2016 | Los tomates de Carmelo            | Danilo Baracho         |
| 2013 | Gente en sitios                   | Juan Cavestany         |
| 2012 | S.P.Q.R. Si vis pacem para bellum | Fefa Noia              |
| 2007 | Una palabra tuya                  | Ángeles González-Sinde |
| 2006 | El club de los suicidas           | Roberto Santiago       |
| 2005 | Los fantasmas de Goya             | Milos Forman           |
| 2003 | La suerte dormida                 | Ángeles González-Sinde |
| 2000 | El misterio de Wells              | Paul McGuigan          |
| 1999 | Operación Gónada                  | Daniel Amselem         |
| 1999 | Goya en Burdeos                   | Carlos Saura           |

### Televisión
| Año  | Serie                    | Cadena                                  |
| ---- | ------------------------ | --------------------------------------- |
| 2022 | Feria                    | Filmax, Netflix                         |
| 2020 | Antidisturbios           | The Lab Cinema, Caballo Films, Movistar |
| 2020 | The Head                 | The MediaPro Studio                     |
| 2019 | Vergüenza                | Movistar                                |
| 2018 | El embarcadero           | Movistar                                |
| 2018 | Acacias 38               | TVE                                     |
| 2015 | Teresa                   | TVE                                     |
| 2015 | El Ministerio del Tiempo | TVE                                     |
| 2011 | Bandolera                | Antena 3                                |
| 2008 | El síndrome de Ulises    | Antena 3                                |
| 2007 | Morir de humor           | Canal +                                 |
| 2007 | Cuestión de sexo         | Cuatro                                  |
| 2007 | Hermanos y detectives    | Tele 5                                  |
| 2007 | Cuenta atrás             | Cuatro                                  |
| 2007 | SMS sin miedo a soñar    | La Sexta                                |
| 2006 | Cuéntame cómo pasó       | TVE                                     |
| 2004 | Maneras de sobrevivir    | Tele 5                                  |
| 2000 | 24H                      | TVE                                     |
| 2000 | Antivicio                | Antena 3                                |

## Teatro
- Historia de una escalera (2025)
- Luces de bohemia (2024)
- Los gatos mueren como las personas (2024)
- Vano fantasma de niebla y luz (2023)
- La vida es sueño (2022-24)
- La vida es sueño (2021)
- Blindness/Seeing (2020)
- Peer Gynt (2020)
- Europeana (2020)
- Enigma Pessoa (2019)
- Der Fall Babel (2019)
- Nekrassov (2019)
- Esto no es la casa de Bernarda Alba (2017)
- Medida por Medida (2017)
- The Swallow (2017)
- La ciudad de las mentiras (2017)
- Büro für Postindentisches Leben (2016)
- El público (2015)
- País (2015)
- Ayuda (2015)
- Las dos bandoleras (2014)
- La entrevista (2013)
- -1 (2013)
- Cuerdas (2013)
- La Regenta (2012)
- Wild Wild Wilde (2011)
- Los cuerpos perdidos (2011)
- Antígona (2011)
- La colmena científica (2010)
- Algo más inesperado que la muerte (2009)
- Platonov (2009)
- El Caballero (2008)
- El burlador de Sevilla (2008)
- Me acordaré de todos vosotros (2007)
- Sobre Horacios y Curiacios (2004)
- El rey Lear (2003)
- Mesías (2001)
- El mercader de Venecia (2001)
- Las aves (2000)
- Woyzeck (1998)
- The Country Mouse and the City Mouse (1998)
- Romeo and Julieta (1997)
- Bertie (1997)
- Bent (1996)
- Godspell (1996)
- Love Thoughts (1995)
- Happy Days (1995)
- Equus (1995)
- Bill the Entertainer (1995)
- Typically British (1995)
- Chicago (1994)
- Blithe Spirit (1994)

## Premios y nominaciones
Premios Max
| Año  | Categoría                   | Espectáculo                | Resultado |
| ---- | --------------------------- | -------------------------- | --------- |
| 2004 | Mejor Espectáculo de Teatro | Sobre Horacios y Curiacios | Ganador   |

Los otros finalistas fueron El método Grönholm y La Cena
Unión de Actores
| Año  | Categoría                               | Película      | Resultado |
| ---- | --------------------------------------- | ------------- | --------- |
| 2019 | Mejor Interpretación de Reparto en Cine | La Influencia | Candidato |